# Bison (Dakota del Sur)
Bison es un pueblo ubicado en el condado de Perkins en el estado estadounidense de Dakota del Sur. En el Censo de 2010 tenía una población de 333 habitantes y una densidad poblacional de 129,48 personas por km².

## Geografía
Bison se encuentra ubicado en las coordenadas 45°31′25″N 102°28′4″O / 45.52361, -102.46778. Según la Oficina del Censo de los Estados Unidos, Bison tiene una superficie total de 2.57 km², de la cual 2.57 km² corresponden a tierra firme y (0%) 0 km² es agua.

## Demografía
Según el censo de 2010, había 333 personas residiendo en Bison. La densidad de población era de 129,48 hab./km². De los 333 habitantes, Bison estaba compuesto por el 97.9% blancos, el 0% eran afroamericanos, el 0% eran amerindios, el 0% eran asiáticos, el 0% eran isleños del Pacífico, el 0% eran de otras razas y el 2.1% pertenecían a dos o más razas. Del total de la población el 0.3% eran hispanos o latinos de cualquier raza.